# Bund der Wohnungs- und Grundeigentümer
Der Bund der Wohnungs- und Grundeigentümer/Bayer. Wohnungs- und Grundeigentümerverband ist ein Interessenverband  für private Haus-, Wohnungs- und Grundeigentümer in Deutschland. Sein Zweck besteht im Wesentlichen darin, Vermieter, Wohnungseigentümer, Immobilienkäufer und Bauherrn rechtlich, steuerlich und bautechnisch zu beraten und die Interessen seiner Mitglieder auch politisch zu vertreten. Sitz des Verbandes ist München. Zurzeit bestehen ca. 80 Kreisverbände des BWE in Deutschland.

## Geschichte
Der Verband wurde im Jahre 1972 in München gegründet und am 15. November 1973 ins Vereinsregister eingetragen. Im Zuge der Wiedervereinigung Deutschlands wurde es als notwendig angesehen, die bisher auf Bayern beschränkte Tätigkeit des BWE auch auf andere Bundesländer auszudehnen. Deshalb wurde der Bund der Wohnungs- und Grundeigentümer e.V., ebenfalls mit Sitz in München, gegründet. Dieser unterhält Kreisverbände außerhalb Bayerns unter dem Namen Bund der Wohnungs- und Grundeigentümer und kooperiert mit dem Bayer. Wohnungs- und Grundeigentümerverband.